# Monte Sancha

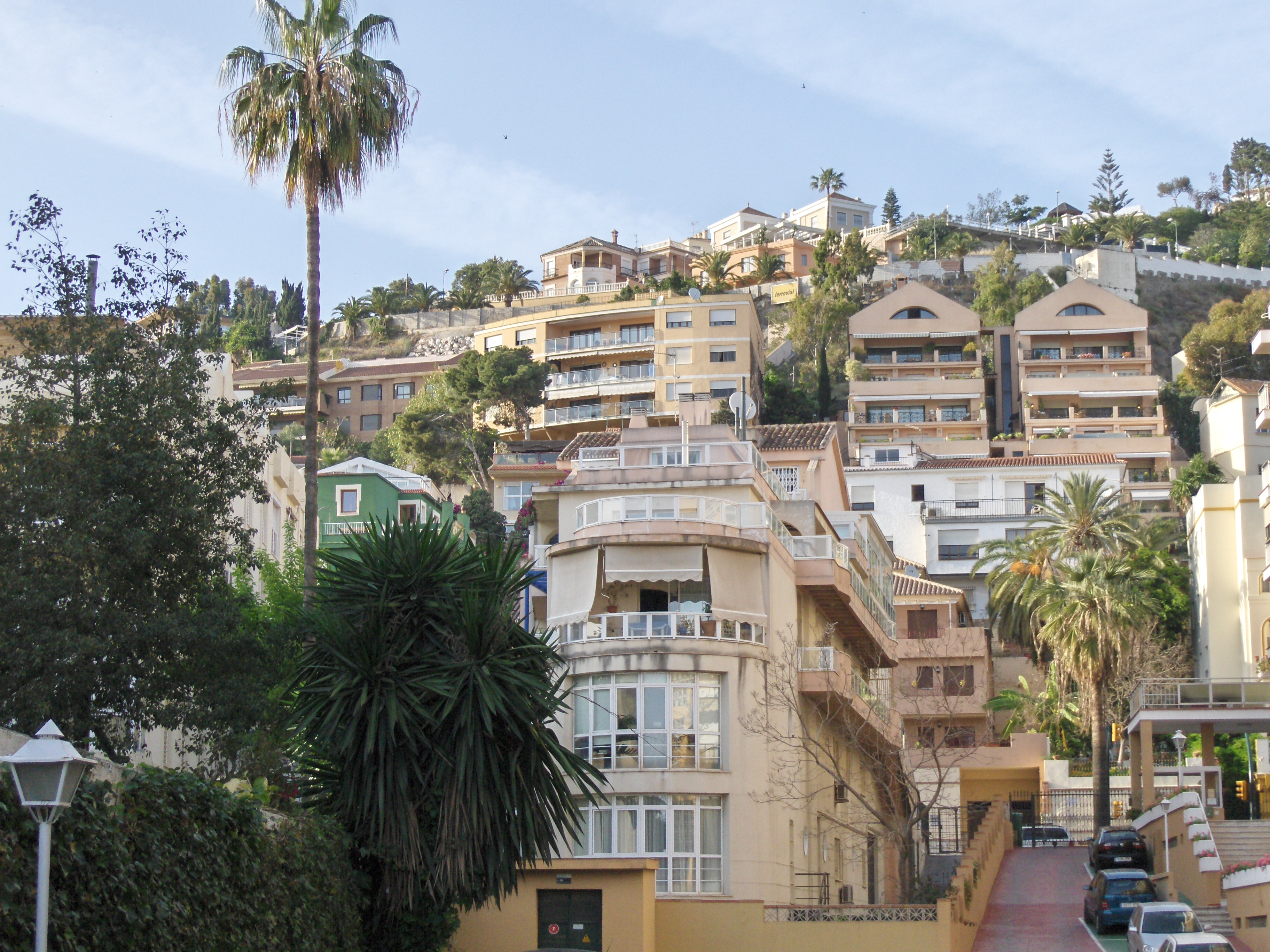
Vista de Monte Sancha desde el Paseo de Sancha.

Monte Sancha, o Monte de Sancha, es un barrio perteneciente al distrito Centro de la ciudad andaluza de Málaga, España. Según la delimitación oficial del ayuntamiento, limita al norte con los barrios de Ventaja Alta y La Vaguada; al este, con el barrio de El Limonar; al sur, con La Caleta; y al oeste, con la Cañada de los Ingleses.
En este barrio se encuentra la villa de ougainvillea.

## Transporte
En autobús queda conectado mediante las siguientes líneas de la EMT: 
| Línea | Trayecto                                        | Recorrido | Frecuencia    |
| ----- | ----------------------------------------------- | --------- | ------------- |
| 11    | Alameda Principal - El Palo                     | Recorrido | 8 minutos     |
| 32    | Alameda Principal - El Limonar                  | Recorrido | 16-18 minutos |
| 33    | Alameda Principal - Cerrado de Calderón         | Recorrido | 25-35 minutos |
| 34    | Alameda Principal - Pedregalejo (Bda. La Mosca) | Recorrido | 30-35 minutos |
| 35    | Alameda Principal - Gibralfaro                  | Recorrido | 40-50 minutos |
| N1    | Puerta Blanca - El Palo                         | Recorrido | 25 minutos    |